# Luis Macías
Luis 'Cocacho' Macías (Portoviejo, Manabí, Ecuador, 1 de abril de 1985) es un futbolista ecuatoriano que juega de delantero.  Su actual equipo es la Liga Deportiva Universitaria de Portoviejo de la Segunda Categoría de Ecuador.

## Clubes
| Club                 | País    | Año         |
| -------------------- | ------- | ----------- |
| Liga de Portoviejo   | Ecuador | 2002-2004   |
| Delfín Sporting Club | Ecuador | 2005        |
| Liga de Portoviejo   | Ecuador | 2006        |
| Cañita Sport         | Ecuador | 2007        |
| Liga de Portoviejo   | Ecuador | 2008-2009   |
| Barcelona SC         | Ecuador | 2010        |
| River Plate Ecuador  | Ecuador | 2010        |
| Aucas                | Ecuador | 2011        |
| Deportivo Quevedo    | Ecuador | 2011        |
| River Plate          | Ecuador | 2012        |
| Liga de Portoviejo   | Ecuador | 2012        |
| Deportivo Quevedo    | Ecuador | 2013        |
| Liga de Portoviejo   | Ecuador | 2014        |
| Atlético Portoviejo  | Ecuador | 2015        |
| Colón Fútbol Club    | Ecuador | 2016        |
| Liga de Portoviejo   | Ecuador | 2017 - 2018 |
| Liga de Portoviejo   | Ecuador | 2024 - 2025 |